# Gynoplistia (Gynoplistia) dilatata
Gynoplistia (Gynoplistia) dilatata is een tweevleugelige uit de familie steltmuggen (Limoniidae). De soort komt voor in het Australaziatisch gebied.